# 싯다르타 (나야족)
싯다르타는 자이나교의 제24대 티르탕카라인 마하비라의 아버지이다. 그는 이크슈바쿠 왕조 출신의 크샤트리아 통치자로, 밧지 연맹의 가맹국 중 하나인 나야 공화국의 가나무키야(수장)였다. 그는 리차비 공화국의 귀족 영애 트리샬라(리차비 공화국의 가나무키야 체타카의 여동생)와 결혼했다.
싯다르타는 트리샬라와 함께 마하비라의 아버지로 자이나교도들에게 숭배되며, 그림과 조각에 자주 묘사된다. 슈베탐바라 아카랑가 수트라에 따르면, 싯다르타와 그의 가족은 파르슈바나타의 신자였다. 싯다르타가 죽은 후, 난디바르다나는 나야 공화국의 가나무키야가 되었다.
싯다르타와 트리샬라는 바르다마나가 28세 때 산타라(죽음에 이르는 단식)를 지키다 죽었다. 부모님이 돌아가신 후 바르다마나는 삼촌 수파르슈바와 형 난디바르다나의 허락을 받기로 결정했는데, 난디바르다나는 부모님과 형 바르다마나를 잃는 것을 견딜 수 없어 바르다마나에게 2년만 더 세속의 삶을 포기하지 말라며 그를 단념시켰다.